# Forcipomyia palmensis
Forcipomyia palmensis är en tvåvingeart som beskrevs av Santos Abreu 1918. Forcipomyia palmensis ingår i släktet Forcipomyia och familjen svidknott.
Artens utbredningsområde är Kanarieöarna. Inga underarter finns listade i Catalogue of Life.